# スーパーまさら
スーパーまさらは、日本の漫画家・イラストレーターである。鳥取県出身、埼玉県在住。

## 人物・作風
埼玉西武ライオンズのファンであり、広島出身の父の影響で広島東洋カープのファンでもある。アヘ顔を描くことが多い。

## 作品リスト
- 私を球場に連れてって! (作画: うみのとも、『まんがタイムきららMAX』〈芳文社〉、全4巻)
- 私、異世界で奴隷にされちゃいました（泣）しかもご主人様は性格の悪いエルフの女王様!（でも超美人←ここ大事）無能すぎて罵られまくるけど同僚のオークが癒やし系だし里のエルフは可愛いし結構楽しんでる私です。 (作画: よしだひでゆき、『まんがタイムきららMAX』〈芳文社〉、全2巻)